# Ocularia fasciata
Ocularia fasciata là một loài bọ cánh cứng trong họ Cerambycidae.